# Yuki Togashi
Yuki Togashi (富樫 勇樹 Togashi Yūki?) (Shibata, Japón, 30 de julio de 1993) es un jugador de baloncesto japonés de que pertenece a la plantilla de los Chiba Jets Funabashi de la B.League y ha sido internacional con la selección de baloncesto de Japón. Con una altura de 1,67 juega en la posición de base.

## Trayectoria deportiva

### Inicios
Nacido en Shibata (Niigata), Togashi se trasladó a Estados Unidos en 2009 donde asístió el instituto Montrose Christian School de Rockville (Maryland). Disputó 3 temporadas, incluyendo en 2011, una victoria en la final nacional ante el Oak Hill Academy. Se graduó en 2012, pero no recibió ninguna oferta universitaria para jugar en la NCAA, y decidió volver a Japón.

### Profesional

#### Japón

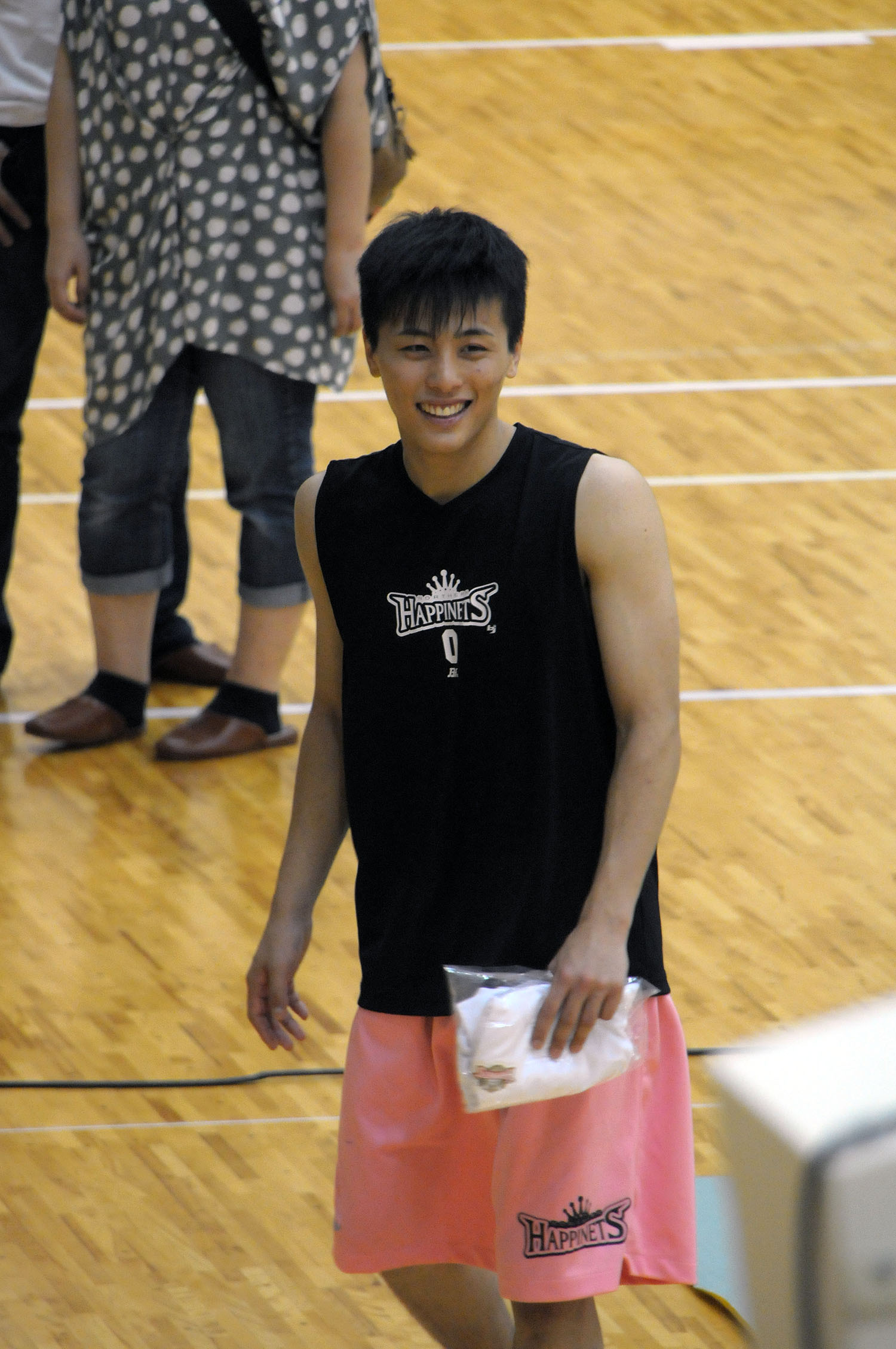
Togashi con Akita en 2013.

En enero de 2013, Togashi firma con los Akita Northern Happinets de la bj league. Debutó el 2 de febrero de 2013, anotando 15 puntos y repartiendo 11 asistencias ante Toyama Grouses. Disputó 30 encuentros en la segunda parte de la temporada 2012–13, promediando 14,5 puntos y 6,2 asistencias por partido.
Renovó con Akita para la 2013–14, donde completó su primera temporada completa como profesional. En 58 encuentros, promedió 16,3 puntos y 7,6 asistencias. Se convirtió en el jugador más joven en formar part del mejor quinteto de la liga, y fue MVP del All-Star disputado en enero de 2014.

#### D-League
En julio de 2014, Togashi se unió a los Dallas Mavericks para la NBA Summer League, donde fue el jugador más bajo de la competición, y de los favoritos de la afición. Disputó 4 partidos. El 15 de octubre de 2014, firmó con los Mavericks, pero fue cortado 6 días más tarde.
El 1 de noviembre de 2014, fue seleccionado en la segunda ronda del Draft de la NBA Development League de 2014 por los Santa Cruz Warriors. Fue traspasado esa misma noche a los Texas Legends, el equipo afiliado de los Mavs. Firmó oficialmente con los Legends el 20 de noviembre de 2014, debutando al día siguiente.
El 20 de febrero de 2015, tras 25 encuentros disputados, sufre una lesión de tobillo que le aparta para el resto de la temporada. Un mes después, es cortado por los Legends.

#### Italia
El 12 de agosto de 2015, firma un contrato con el equipo de la Serie A italiana, el Dinamo Banco di Sardegna Sassari. Pero el 20 de septiembre, tras disputar un encuentro, decide romper su contrato.

#### Vuelta a Japón
El 9 de octubre de 2015, Togashi firma por los Chiba Jets de la National Basketball League.
En enero de 2017 ganó de nuevo el MVP del All-Star.
El 15 de mayo de 2019, fue nombrado MVP de la B.League de la temporada 2018–19
En la temporada 2019–20 fue el máximo asistente de la liga.

### Selección nacional
En 2014, fue miembro de selección japonesa que disputó la William Jones Cup y después los Juegos Asiáticos de 2014, donde ganaron el bronce.
En verano de 2021, fue parte de la selección absoluta japonesa que participó en los Juegos Olímpicos de Tokio 2020, que quedó en decimoprimer lugar.
Durante agosto y septiembre de 2023 fue integrante de la selección de Japón que participó en el Mundial de 2023 celebrado en Asia, y que finalizó en decimonoveno lugar.
Entre julio y agosto de 2024 fue parte de la selección absoluta de Japón, que disputó los Juegos Olímpicos de París, finalizando en decimoprimera posición.